# Макфиърсън (окръг, Южна Дакота)
Вижте пояснителната страница за други значения на Макфиърсън.
Окръг Макфиърсън (на английски: McPherson County) е окръг в щата Южна Дакота, Съединени американски щати. Площта му е 2983 km², а населението - 2426 души (2017). Административен център е град Лиола.